# 라도슬라프 라탈
라도슬라프 라탈(체코어: Radoslav Látal, 1970년 2월 6일, 체코슬로바키아 프로스테요프 ~ )은 체코의 은퇴한 축구 선수다. 그는 지난 유로 96 대회 때, 포르투갈과의 8강전에서 퇴장을 당해 프랑스와의 준결승전에 출전하지 못한 아픔을 갖고 있다.
하지만 체코의 주전으로 활약하며, 준우승으로 이끈 덕에 그 대회의 올스타팀 수비수 부문에 선정됐다.

## 수상
두클라 프라하
- 1989-90 체코슬로바키아 컵 우승

 샬케 04
- 1996-97 UEFA 컵 우승

 바니크 오스트라바
- 2003-04 감브리누스리가 우승
- 2004-05 체코 컵 우승

 체코
- UEFA 유로 1996 준우승

개인
- UEFA 유로 1996 올스타팀
- 2003-04 감브리누스리가 베스트 11